# Beril·le
Beril·le (Beryllos o Beryllus) fou bisbe de Bostra vers el 230. Segons la seva doctrina el fill de Déu no tenia existència abans del naixement del Crist, i aquest Crist fou solament diví, i tenia la divinitat del Pare resident en ell comunicada per naixement com a emanació del pare. A un concili celebrat a Bostra el 244 va ser convençut per Orígenes de l'error d'aquesta doctrina i va tornar a la fe catòlica. Va escriure himnes, poemes i cartes que no s'han conservat.